# Mátészalka története

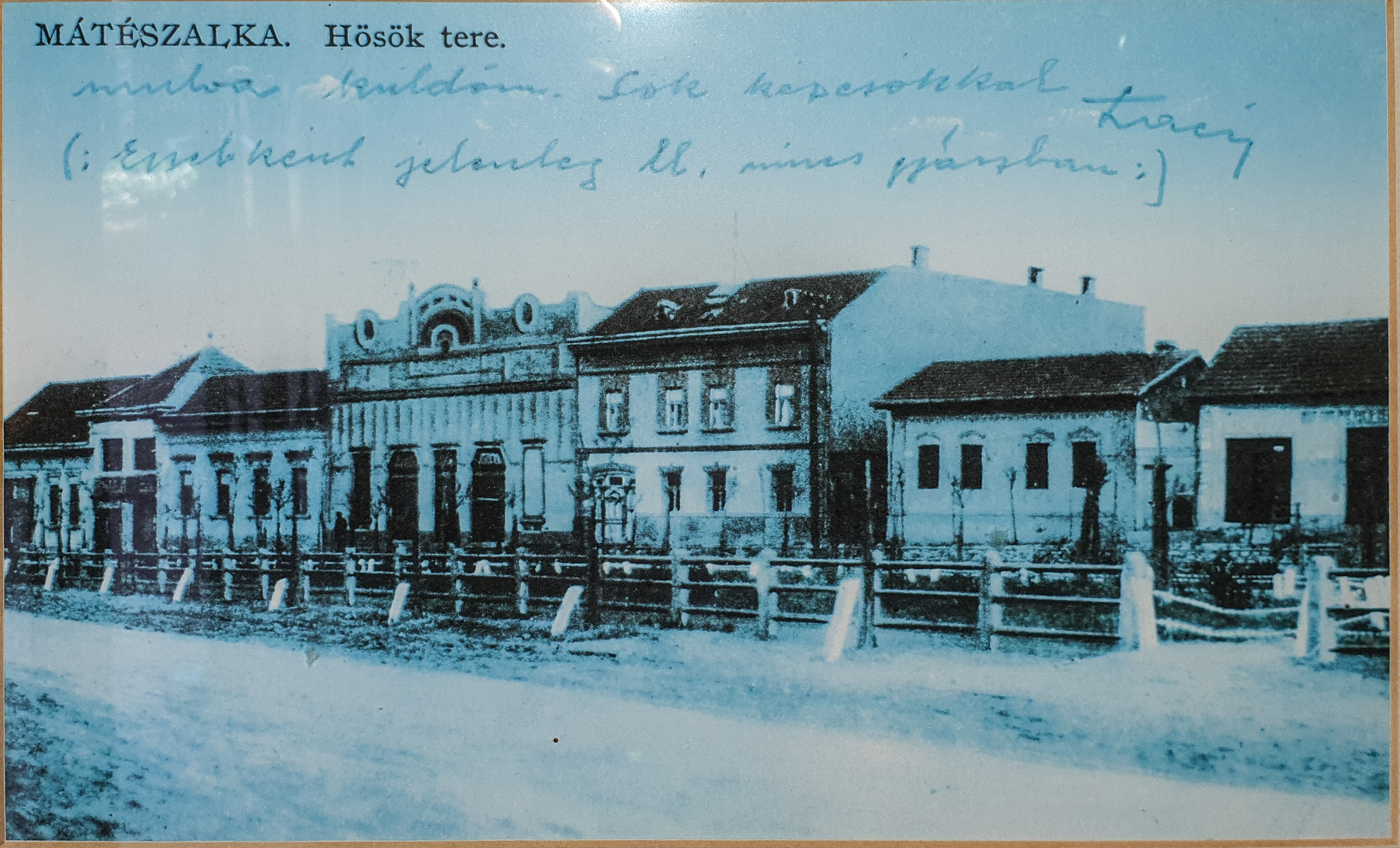
Mátészalka központja a 20. század elején

Mátészalka története a kora középkortól kezdve jól illusztrálja a kelet-magyarországi települések és Szabolcs-Szatmár-Bereg megye történetét.

## Előzmények
Az első emberi településre utaló leletek Mátészalkán és környékén az újkőkorszakból származnak, amikor a neolitikus forradalom hatásai elértek erre a területre is. A településekre utaló leletek mind a Kraszna folyó mentén kerültek elő, az akkor sűrű erdőkkel borított Nyírség és a későbbi Ecsedi-láp helyén már akkor is meglévő vizenyős terület között. Délről a Körös-kultúra, nyugatról és északról a vonaldíszes kerámia kultúrája befolyása érvényesült.
A kőrézkor idején, valószínűleg az éghajlat hűvösebbé válása miatt, a földműveléssel szemben az állattenyésztés (juh, kecske, szarvasmarha) került előtérbe, ugyancsak a Kraszna mentén.
A késő bronzkor (i. e. 1300–900) időszakából megszaporodtak a területen feltárt leletek, amelyek a Gáva-kultúrához tartoznak. A környéken 17 bronzkori raktárleletet is találtak, amelyek a térség korabeli mozgalmas történetére, hadakozásokra utalnak, hiszen e nagy értékű szerszámkészletekért tulajdonosaik már nem térhettek vissza. Ezek egyúttal a vagyoni különbségek kialakulásának meggyorsulását is jelzik.
A vaskorból az úgynevezett szkíta korszakból (i. e. 6–5 század), a korai vaskor második szakaszából kerültek elő leletek Mátészalkáról, valamint a környékéről is. A késő vaskorban érkeztek a környékre a kelták, valószínűleg az anartok törzse. A kelták letelepedéséhez fűződik a Kárpát-medencében a pénzverés kezdete, Mátészalka környékéről is kerültek elő kelta pénzérmék. Ekkortól vált tömegessé a korongolt agyagedények készítése is.
A Római Birodalom korából mindössze hét lelet ismeretes a Mátészalkai járás területéről. Ezek azt mutatják, hogy a korban már létezett a mai Szatmárnémeti és Nyírbátor közötti ármentes útvonal, ami Mátészalkától délre lépte át a Krasznát. A római kori leletek egyöntetűen a Beregsurányban feltárt lelőhelyhez kapcsolódnak.
Ezután Mátészalka környéke lakatlannak tűnik; a népvándorláskor leletei innen hiányoznak. Sem a gepidák alföldi birodalma, sem az őket leverő avarok uralma nem terjedt ki erre a területre. A 8. században jelentek meg a szlávok a Szamos völgyében. Mátészalkán, az avarok határát jelző Csörsz-árkon kívül, attól 50-60 kilométerre találtak egy avar stílusú tömör arany úgynevezett kisszíjvéget, ami valószínűleg már egy helyi szláv vezető hatalmi jelvénye lehetett. Máig fennmaradt szláv helynevek is utalnak a megjelenésükre, mint például a Kraszna folyó neve.

## Mátészalka története a 16. századig
A honfoglalás idején – a nagyrészt máig fennmaradt helynevek (például Csaholy, Derzs, Kraszna, Olcsva, Parasznya, Tunyog) tanúsága szerint – a környéken szláv népesség élt. A 10–11. századi magyar megtelepedés után a csekély számú szláv népesség valószínűleg gyorsan asszimilálódott, mert a későbbi adatokban nincs nyomuk.
A magyar krónikák családi hagyományokat őrző adatai és a későbbi birtokviszonyok szerint a későbbi Szatmár vármegye a Kaplon nemzetség szállásterülete lett. A Szent István-i államszervezés nyomán a nemzetségi földek nagy része a király kezére került, és ő e birtokokat a szabolcsi földvár uralma alá helyezte. Ekkoriban jelenhettek meg a környéken a széttelepített Kér, Gyarmat, Hetény, Tárkány, Varsány és besenyő néptöredékekre utaló helynevek.
A vizekben bővelkedő környék kedvezett a pákászat, csíkászat művelésének. A rétek, makkosok az állattenyésztést tették lehetővé. Az oklevelek szövegében gyakran esik szó ló-, szarvasmarha-, sertés- és juhállományról. Vannak adatok a méztermelés után fizetett tizedről is.
Mátészalka Árpád-kori történetének forrásai egyelőre kizárólag a korabeli oklevelek, amelyek a birtokok adományozásával, az egyes birtokosok közötti – gyakran családon belüli – jogvitákkal, időnként a földesurak egymás birtokai elleni hatalmaskodásaival, disznókondák és marhacsordák elhajtásával, azok következményeivel foglalkoznak.
A település egyik középkori összetevőjének, Máté falunak a neve először Imre magyar király 1202. évi bulgáriai hadjárata nyomán bukkant fel az írott forrásokban. A hadjáratban résztvevő Hontpázmány nemzetségbeli Tamás ispán Jelentős birtokokat, hatalmas erdőket kapott Szatmár megye keleti részében, és 1213–1216 között a család legalább egyik tagja, Ábrahám már Mátén lakott, amely településnév puszta személynévből alakult ki. A másik névadó település, Szalka, csak 1268-ban jelenik meg az írásos forrásokban, amikor azt V. István magyar király Sándor szörényi bánnak adományozta katonai érdemei elismeréseképpen. 1271-ben maga a király is Szalkára látogatott, amint arról egy ottani keltezéssel ellátott oklevele tanúskodik.
A két falu története 1325-től fonódott egybe, amikor mindkettő Magyar Pál várnagy birtokába került. 1355-ben aztán az óbudai klarisszák tulajdona lett a már egyesülőben lévő két település. 1367-ben pedig már a Csaholyi család birtokában volt Mátészalka.
A 14. század végére a szaporodó írásos dokumentumokban állandósuló Szalkamáté, Mátészalka, illetve röviden Szalka elnevezések – szemben a korábban emlegetett két Máté nevű, illetve a Kül- és Belszalka nevű településekkel – arra utal, hogy erre az időre a korábban önálló falvak már összenőttek.

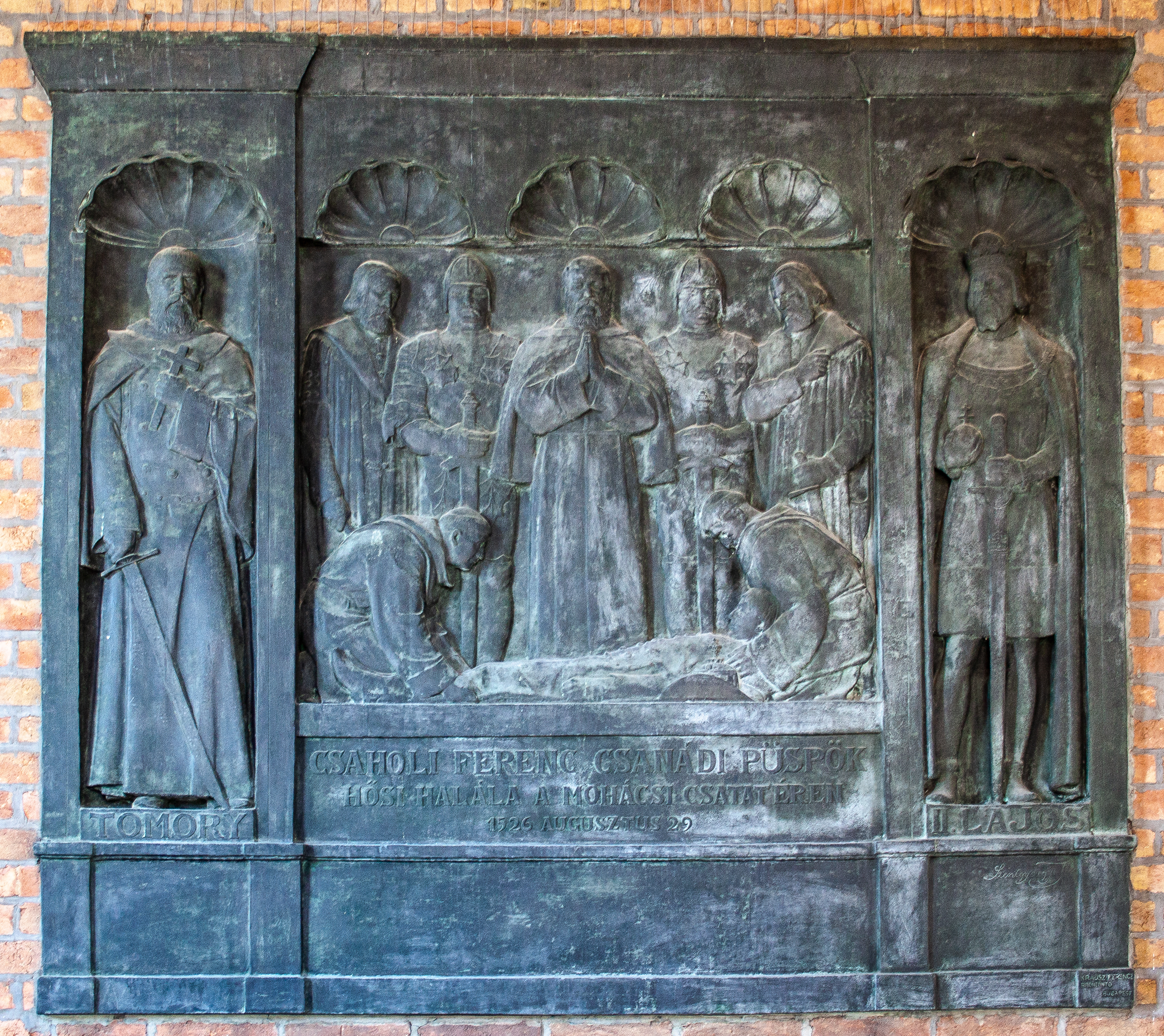
Dombormű Csaholi Ferenc mohácsi temetéséről a szegedi Pantheonban

1429-ben Zsigmond magyar király az addigi bonyolult birtokvitákat felülírva, boszniai hadi érdemeik elismeréseképpen, Csaholyi Jánosnak és testvérének, Lászlónak adományozott tizenegy Közép-Szolnok megyei és negyvenkét Szatmár megyei birtokot, beleértve Mátészalkát is. A testvérek azonban az oklevelek tanúskodása szerint szükség szerinti hadi szolgálatuk mellett folytatták hatalmaskodásaikat mások és egymás ellen is, csakúgy, mint később leszármazottaik, időnként pedig mások peres ügyeiben jelentek meg mint bíráskodók. A birtokok központja azonban Csengeren volt, bár Mátészalkán is kellett legyen kúria. Szalka csak a század utolsó harmadában kapta meg a mezővárosi jogot. A család egyik tagja, Csaholy Ferenc csanádi püspök a mohácsi csatában halt hősi halált, csakúgy, mint a mátészalkai születésű Szalkai László esztergomi érsek.
A 16. század folyamán tovább szaporodtak a birtoklástörténeti adatok. A Csaholyi család különböző tagjai mellett birtokhoz jutott még a településen Ártánházi Bornemissza Benedek, brebiri Melith György, Pekri Pál és Miklós. 1548-ban birtokokhoz jutott a településen Báthori István is, mivel I. Ferdinánd magyar királytól megkapta a szodómiában bűnösnek talált Csaholyi Gáspár birtokait. Az oklevelek révén számos jobbágynév is ismertté vált, ami szerint a településen magyar parasztság élt.
Mátészalka a 14. század végén vásártartási jogot kapott, majd 1498-ban megkapta a mezővárosi jogokat is, ezek azonban földesurainak ellenállása miatt csak csekély mértékben járultak hozzá gazdasági-társadalmi fejlődéséhez.

## A 16. századtól a jobbágyfelszabadításig
A későbbi századokban néhány forrás már szól a település természeti környezetéről is. A terjeszkedő Ecsedi-láp veszélyeztette a környék termőföldjeit, legelőit. A négy-öt évente ismétlődő marhavészt is a lápi növények mérgező hatásának tudták be. A dombosabb részeket azonban nem fenyegette a víz, és viszonylag jó termést tudtak betakarítani a homokos talajról. A környező tölgyesek továbbra is lehetővé tették a makkoltatást, a nyír- és nyárfa pedig tűzifának volt alkalmas.
Mohács után a mezőváros politikai helyzete rosszabbodott, mivel a Királyi Magyarország és Erdély közötti hadakozások útjába került. 1557-ben a Szapolyai János özvegyét támogató „havasalföldi oláhok” pusztítottak itt, 1562-ben a törökök dúlták fel a környéket. 1588-ban tatár támadás sújtotta a megyét. 1598-ban a tizenöt éves háború idején lengyel hadak vonultak át nagy dúlással.
A 17. században némileg nyugalmasabb periódus következett, de Bethlen Gábor és I. Rákóczi György után, 1660-ban elesett Várad és ezt követően a török sarcolások mindennapossá váltak. Természetesen a Rákóczi-szabadságharc is nagy nehézségekkel járt a polgári lakosság, a békés termelés számára. Csendesebb idők csak a szatmári béke után következtek.
A társadalom szerkezetében mélyreható változások történtek. Az Dózsa György-féle parasztfelkelés leverése után a nemesség részéről tovább erősödtek a jobbágyok földhöz kötését célzó erőfeszítések. Az első bosszú után a rendi országgyűlés ugyan feloldotta a röghözkötést, de olyan feltételekhez kötötte a jobbágyok költözködését, amelyek következtében Szatmár megyében 1598 és 1608 után egyetlen eset sem ismeretes a jobbágyok „szabályos”, ablicenciálás útján történő költözéséről egy másik földesúr birtokára, viszont 157 repetíciós per zajlott le a szökött jobbágyok visszaköltöztetésével kapcsolatban. 1608 után az elméleti költözési lehetőséget is tovább korlátozták.
Mátészalka jobbágyai a formális mezővárosi helyzet ellenére nagyrészt örökös jobbágyok maradtak. A Mária Terézia által elrendelt úrbéri összeírásban 47 telkes jobbágy szerepelt a településen, közülük 17 örökös volt, 18 „szabadmenetelű”, azaz engedélyt kaphatott a költözésre más földesúrhoz, 12 esetében pedig nem állapítható meg pontosan a társadalmi állapot. A jobbágyságnak ez az elnyomott helyzete nagyban hozzájárult ahhoz, hogy számos szalkai jobbágy szolgált II. Rákóczi Ferenc seregében Esze Tamás kapitánysága alatt.
A 16. század második felétől a mezővárosnak mindig több földesura volt. Az 1549. évi összeírás szerint az összesen 68 jobbágytelken 6 földbirtokos osztozott. A Rákóczi-szabadságharc korának részletesebb összeírásai már arról is tanúskodnak, hogy a részbirtokos, jobbágytartó nemesek között éltek a településen kuriális nemesek és armalisták is.
A 16. század második feléből származó dézsmajegyzékek tanúsága szerint a jobbágyság főképpen gabonát termelt: őszi és tavaszi búzát, rozst, árpát, zabot, ezeken kívül még dohány és méhkas után fizetett dézsmát. Mai számítások szerint a 16. század második felében egy dézsmaköteles jobbágyra évente átlag 19,75 hektoliter gabona jutott. Ennek 20%-a a földesúri kilenced és az egyházi tized révén elkerült a paraszttól, de a maradék öttagú családra számítva – 19. századi összehasonlítások alapján – elegendő lehetett az éhezés elkerülésére. Tavaszi gabonát ekkoriban alig vetettek. A mátészalkai földek átlag ötszörös hozamot adtak. Ekkoriban a település környékén még bort is termeltek, ezzel a termelő lakosság nem egészen 25%-a foglalkozott. Egy termelőre csaknem 300 liter bor jutott.
1695-ben Mátészalkán 16 adóköteles gazdaságot írtak össze, felük már nem jobbágy, hanem adóköteles armalista volt. A nyolc nemesi gazdaság 19 ökörrel, 21 tehénnel és tinóval, 32 anyakocával és 7 kas méhvel rendelkezett. A jobbágyság mintegy tizede piacra is tudott termelni, negyedük viszont nem tudott önálló gazdaságot vinni. A mátészalkai nemesek nagy részben a 17. század végén és a 18. században megnemesített jobbágyok voltak, akik armálist szereztek (gyakorlatilag vásároltak) az uralkodótól, ahogy az másutt is sokfelé történt az országban. A megnemesített jobbágy általában továbbra is korábbi jobbágytelkén élt, viszont robotot nem végzett, adóját egy összegben, pénzben fizette. A vagyoni differenciálódás azonban az armalisták között is folytatódott. Egy részük elszegényedett, zsellérként, mások napszámosaként, cselédjeként dolgozott, de féltékenyen őrizte személyes szabadságát és az ezzel járó „tekintetes” megszólítást.
A mátészalkai lakosok túlnyomó többsége így vagy úgy paraszt volt. Voltak iparosok, kereskedők is, azonban ők is csak a földművelés melletti „mellékfoglalkozásként” űzték mesterségüket, mivel a kereslet nem volt elegendő önálló kézművesek eltartására. Csak a 18. század végén, a 19. elején tudtak annyira megerősödni, hogy céheket hozzanak létre.
A település a Rákóczi-szabadságharc előtt annyira elszegényedett, hogy a környező nyíri járás által beszolgáltatandó 259 köböl gabonából mindössze ötöt kellett beadnia. A háztartások száma 40 körül mozgott, de 1704-ben például 18-an szolgáltak Rákóczi seregében. Közülük 15 fő nemes, 3 fő pedig jobbágy volt.
A szabadságharc bukása után itt is megmerevedett a társadalom szerkezete, nehezebbé vált az átjárás a nemesek és a jobbágyok között. Másfél százados béke következett, nagyon lassú gyarapodással.
1775-ben a településnek 19 földesura volt, nem számítva a saját telkükön élő és gazdálkodó kuriális nemeseket. A birtokosok jövedelmük nagyobb részét általában másfelé lévő kiterjedtebb birtokaikból húzták. II. József népszámlálása idején, 1787-ben 229 házban 308 család lakott a településen. A lakóépületek apró, szalma- vagy nádfedeles vályogházak voltak, bérbeadás nem fordult elő.
1795-ben a községi elöljáróság a következő szigorú rendelettel figyelmeztette a lakosságot a vizek levezetésére:

„Mivel ezen mi városunkban többnyire az Telkek és az Utczák igen vizessek és vízállásúak: — keményen parancsoltatik — mindenekk valakikk illyen vízállású vagy folyású Telke vagyon, hogy jó, méj és a víz folyására alkalmatos fojókat tárcsának, mellyen az Esztendőnek minden részeiben a Vizekk szabados és bátor folyások lehessenek; Mert ha valaki vigyázatlansága miatt Szomszédgyának, vagy másk a Városrul kimenni és folyni való víznek megállása miatt kára következik, azon kárát a Nemes Város Bírái erejekkel, az Árkát tisztán nem tartón megvehesse, mint pedig a vigyázatlanságért egy v. ital megbüntetődgyék.”

– A mátészalkai ref. egyház levéltára X. kötet 7. okmány

A termesztett növények között növekedett a rozs szerepe a talaj fokozatos homokosodása miatt. A búza nem „tiszta” volt, hanem a közönségesen abajdócnak nevezett kétszeres búza. Emellett termeltek már burgonyát, kukoricát, dinnyét is. Már a 18. század elején megjelent a dohánytermelés is. A dinnyét, dohányt, tengerit eleinte elkülönített, felárkolt mezei „kertekben” termesztették, csak később váltak szántóföldi növényekké. A burgonya termelése az 1820-as évekre már messze meghaladta a dohányét, kukoricáét.
A legfőbb igásállat az ökör volt és maradt egészen 1848-ig. A 18. században még négy ökör vontatta a vaspapucsos faekét, 1820 körül már csak két marhával szántottak – valószínűleg az igásállatok számának csökkenése miatt.
A 19. századra valamelyest nőttek a mezőgazdasági termelés piaci lehetőségei, a kereskedelem és a kisipar. A szalkai iparosok – három szabó , egy-egy kötélverő, kovács, csizmadia, szappanos és festő – egyike sem foglalkoztatott segédet, és fél évnél tovább nem dolgozott a szakmájában egy-egy évben, tehát nagyrészt továbbra is a mezőgazdaságból élt.
A jobbágyfelszabadítás idején Mátészalkára nem a tehetős jobbágyság, hanem a törpebirtokosok és napszámosok voltak a jellemzők.

## 1850-től 1945-ig
Az 1848-as forradalom Mátészalkán és egész Szatmár megyében ultrakonzervatív, elmaradott társadalmat talált, ahol még a nemzetőrséget sem sikerült felállítani. A település csak egy volt a megye 20-25 népesebb települése közül. A fejlődés némi jeleként 1828-ban, szemben az 1772-es egyetlen országos vásárral, már négyet rendeztek itt, később hatot, ahol leginkább sertést, valamint kézműipari termékeket árusítottak. Nem versenyezhettek azonban a kisvárdai marhavásárokkal valamint a nevezetes nagykárolyi vásárokkal. A település nemesei már az 1820-as évektől szívesen nyitották meg a települést a betelepülni szándékozó zsidók előtt.
A 19. század utolsó negyedében Tisza Kálmán közigazgatási átszervezése jegyében Mátészalka elvesztette addig is csak formálisan meglévő mezővárosi rangját és nagyközséggé minősítették vissza, ellenben járási székhely lett, alkotmányosan kiválasztott szolgabíróval és a megfelelő hivatallal. A közigazgatási szereppel együtt erősödött a település kereskedelmi és kézműipari központ jellege is, párhuzamosan ezeknek a gazdasági ágazatoknak az országos erősödésével. Lényegében azonban Mátészalka továbbra is agrártelepülés maradt.

### A mezőgazdaság helyzete
1835-ös adatok szerint a Mátészalka határa csaknem 8000 katasztrális holdra terjedt ki. Ezt 149 „anyateleknek” számították, amelyen 77 földesúr, 56 úrbéres jobbágy, 93 zsellér és 136 foglár gazdálkodott, és tartott igényt beltelekre és a hozzá tartozó járulékokra.
A gazdálkodás továbbra is háromnyomásos volt. A homoktalajok inkább rozs termesztésére voltak alkalmasak, mint a búzáéra. Az Ecsedi-láp vízszintjének szeszélyes emelkedése és süllyedése bizonytalanná tette a termelést. 1835-re már nem maradtak erdők, a nemesi közbirtokosok addig irtották azt, amíg nem csak a makktermő tölgyesek, hanem a tűzifát adó cserjések is eltűntek a határból.
A jobbágyfelszabadítás után a határ szerkezete még évtizedekig nem változott. Csak az Ecsedi-láp lecsapolása, a Kraszna szabályozása gyorsította meg a mezőgazdálkodás korszerűsítését, az áttérést a háromnyomásos gazdálkodásról a vetésforgóra. 1828-as adatok szerint a mátészalkai adófizető parasztság birtokában volt 54 igás ökör, 9 anyatehén és 18 ló. Még ekkoriban is teljes egészében fából készült ekét használtak. A Szatmári Múzeum több ilyen faekét őriz. A gyűjteményben olyan régi típusú faeke is van, mellyel gazdája még az ötvenes években, a szövetkezetesítés előtt is dolgozott. A vaseke használata csak az 1900-as évek elején vált túlnyomóvá. Gyakori volt a sarlóval aratás is ezen a vidéken.
A 19. század második felében meginduló kapitalizálódás, a földek adásvétele együtt járt – a népszaporulat miatt is – a birtokok aprózódásával. Felgyorsult a tulajdonosváltás, megváltozott a paraszti értékrend, fokozódott a földbirtoklás iránti vágy. Mátészalkán is előtérbe került a paraszti szorgalom, a takarékoskodás, a földszerzés érdekében folytatott önkizsákmányoló életmód, szemben a korábbi szemlélettel, amikor az áhított cél egy-egy biztosnak látszó majorsági, belső cselédi, kisbírói, harangozói vagy más állás elnyerése volt.
A polgárosodással, a gazdaság kapitalizálódásával párhuzamosan megjelentek és erősödtek az agrármozgalmak, a szociális követelések. A birtokaprózódásra jellemző, hogy 1895-ben 287 gazdaságot vette számba Mátészalkán, 1935-ben már 1401-et, és ez 3290 tagban volt szétszórva. Ennek a természeti csapásokkal, különösen a mindig pásztásan pusztító jégveréssel szemben voltak némi előnyei, de egészében véve roppantul akadályozta a hatékonyabb gazdálkodást, az emberi és az igaerővel való takarékoskodást.

#### Gyümölcstermesztés
A szatmári vidéken már évszázadok óta hagyománya volt a gyümölcstermesztésnek, főleg az alma, szilva, dió volt népszerű. A megfelelő szezonban a mátészalkai vásárokon is megjelentek gyümölcseikkel a termelők, távolabbra azonban nemigen tudták szállítani. A piaci lehetőségek bővülésével nőtt a termelés is. 1895-ben 38 holdon volt gyümölcsöskert, ekkor több mint háromezer fát írtak össze a kertekben és a házak körül, ez 1935-re már 89 holdra nőtt, és 27 ezer fát írtak össze.

### Iparosodás a polgári korszakban

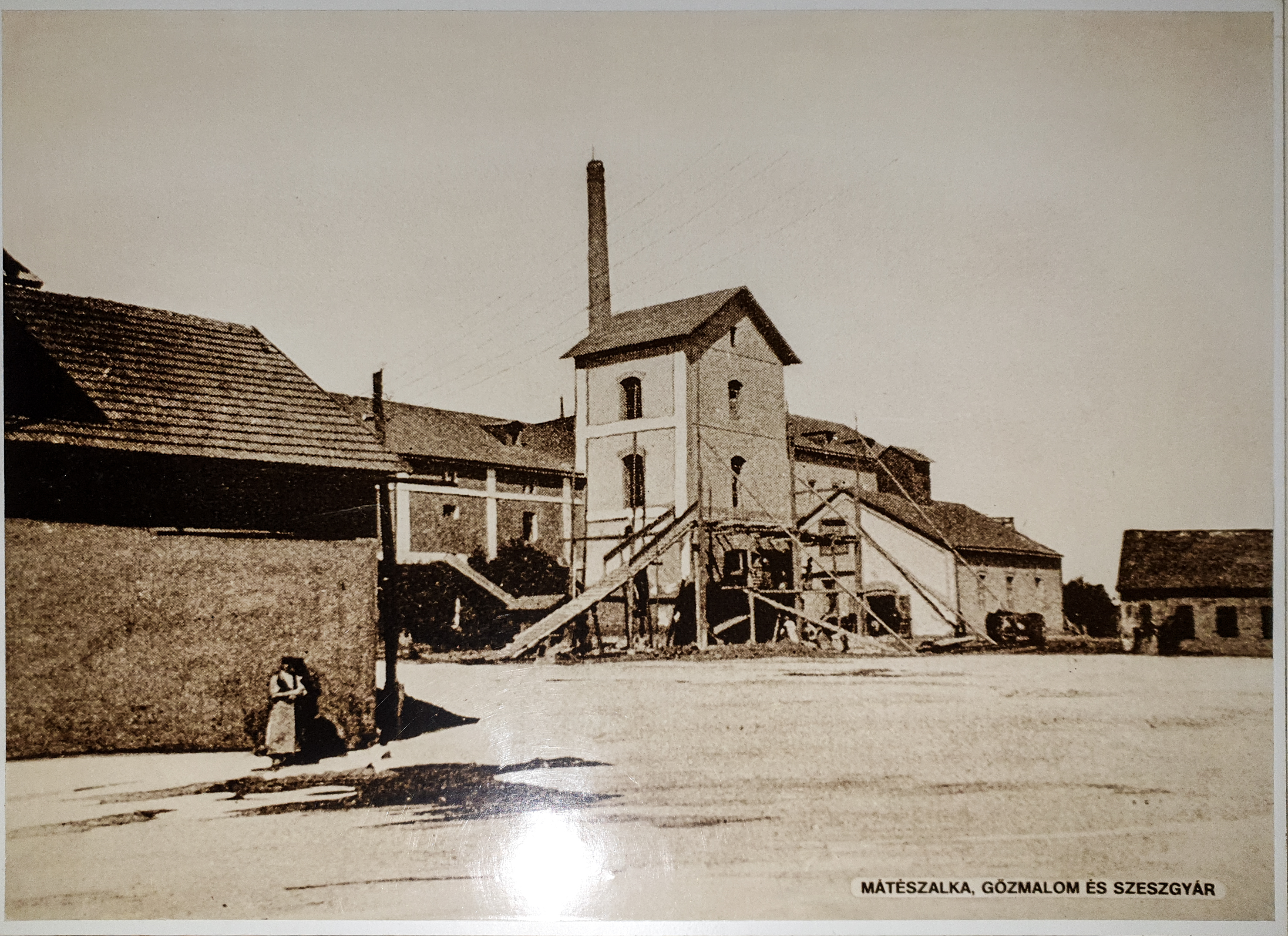
Gőzmalom és szeszüzem Mátészalkán 20. század elején

A 19. század vége felé élénkült a vállalkozói kedv. 1900-ban 442, 1910-ben 612, 1925-ben 615 lakos volt iparos, elsősorban a lakossági szükségleteket kielégítő kézműves. Csak kis részük foglalkoztatott segédet. 
Az ipari vállalkozói tőke csak a 19. század második felében jelent meg Mátészalkán, mégpedig egyes kereskedők ipari beruházásai révén. Az első ilyen nagyvállalkozó Schwartz Simon zsidó származású kereskedő, mezőgazdasági bérlő, majd tulajdonos volt, aki 1883-ra már 992 holdas birtokának termését maga dolgozta fel 1864-ben alapított mezőgazdasági gyártelepén. Ez a vállalat 1905-től már mint Szalkai Gyártelep és Mezőgazdasági Részvénytársaság néven szerepel, és az időközben Szalkaira magyarosított család tulajdonában volt. Fő profilja a szeszfőzés volt, de kiegészült mezőgazdasági gépjavító műhellyel, olajütővel, gőzmalommal, majd áramfejlesztő aggregátort is munkába állítottak, ami a település villamosításának alapja lett.
1901-ben kezdte meg működését a Schreiber-féle gőzfűrész-telep, ami a Kárpátokból beszerzett rönkfát dolgozta fel fűrészáruvá, megteremtve a hagyományát a mátészalkai faiparnak, amit majd később az ERDÉRT vállalat folytatott.
Az iparosok számának emelkedése nyomán 1902-ben alakult meg az Iparoskör, majd 1911-ben az Ipartestület, mint a helyi iparosok hatósági jogkörrel bíró hivatalos szerve. Mátészalka ekkor már kisebb kórházzal, 5 orvossal, állatorvossal, főszolgabírósággal, járásbírósággal, gyógyszertárral, 3 nyomdával, tűzoltótestülettel, tisztviselői egyesülettel, polgári fiúiskolával és 7 tanítót foglalkoztató elemi népiskolával is rendelkezett. 1910-ben a járdaépítést is megkezdték.
A Trianon után létrejött Szatmár, Ugocsa és Bereg k.e.e. vármegye nevű „csonka” megye igazgatási és közlekedési központjává lett Mátészalkán jelentős hivatalnoki, értelmiségi réteg telepedett le, akik ösztönzést jelentettek a település iparosainak, kereskedőinek egyaránt.

#### Villamosítás Mátészalkán

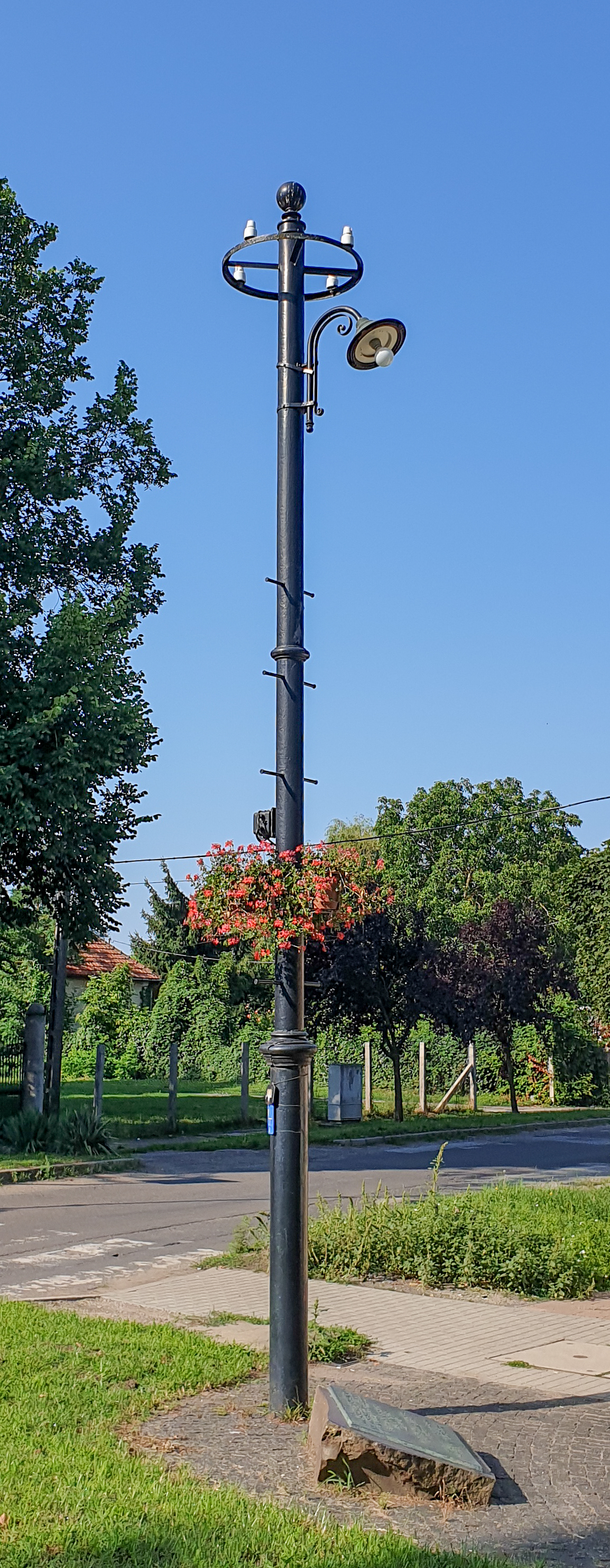
Az első, vas villanyoszlop Mátészalkán az 1880-as évekből

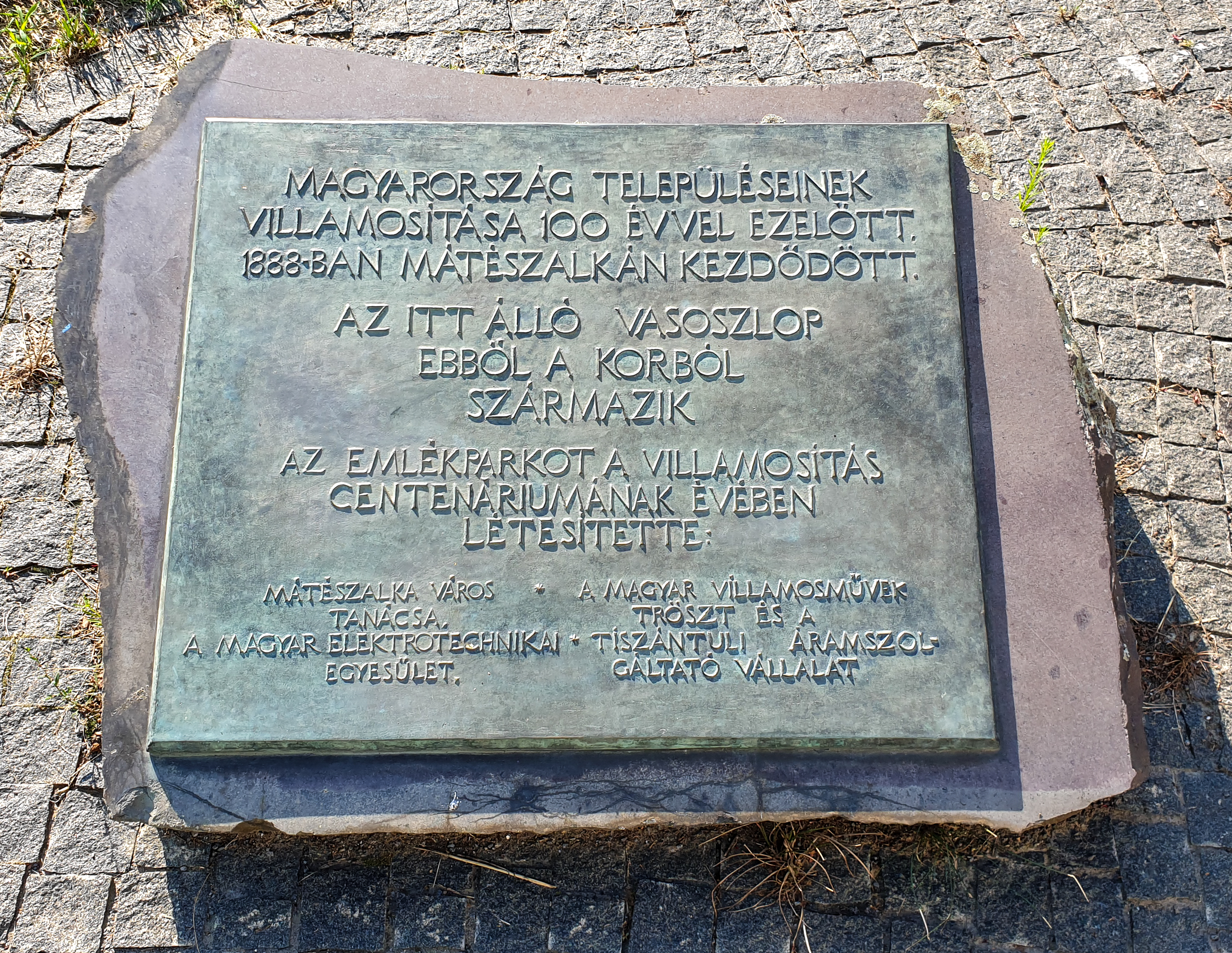
A villamosítás emléktáblája

A város nevezetes arról, hogy Magyarországon először itt vezették be az utcai közvilágítást, sőt nemzetközileg is úttörő volt ezen a téren. Erre az eseményre minden bizonnyal 1888-ban került sor, bár egyértelmű dokumentum nem maradt fenn, csak másodlagos forrásokból lehet visszakövetkeztetni az évszámra. Az viszont nem vitatott, hogy Dr. Szalkai Gyula zsidó származású malomtulajdonos a saját gyárának villanytelepéről vezette át az utcákon a saját házáig a villanyvezetéket.
A legvalószínűbb feltételezés szerint Szalkai az 1880-as párizsi világkiállításon látta meg a kor egyik legjelentősebb technikai vívmányát, az áramfejlesztő dinamót, és döntötte el, hogy ezt odahaza alkalmazni fogja. 1882-ben Svédországban vásárolta meg a szükséges berendezéseket, majd üzembe állította azokat a gyártelep belső céljaira. Később az ipartelepről kiindulva a saját lakásáig is elvezettette az áramot, és az utcán is felszereltek néhány (Edison által mindössze néhány évvel korábban, 1879-ben feltalált) szénszálas izzót. A későbbi években egy-két környező utcát is villamosítottak. Az utcai lámpákat még 1917-ben is egyenként, egy hosszú rúddal kapcsolta fel és le egy fent elhelyezett kapcsoló révén a lámpagyújtogató.
A Kossuth utca és a Rákóczi utca sarkán ma is áll az egyik korabeli vas villanyoszlop, amit a Magyar Elektrotechnikai Egyesület megalakulásának 75. évfordulóján, 1975-ben emléktáblával jelölt meg.
Az 1920-as évek második felében az időközben elavult és drágán – bár így is veszteséggel – szolgáltató mátészalkai iparteleppel a község megszakította az együttműködést, és a villamos világítást az Ecsedi-láp lecsapolására létrejött szivattyútelepet működtető áramfejlesztőtől vételezett árammal oldották meg. 1942-ben pedig már mind Nagyecsed, mind Mátészalka áramszükségletét a visszacsatolt Ungvárról elégítették ki. Némi háborús szünet után ez az együttműködés 1946 augusztusától folytatódott, a térséget továbbra is a már szovjetunióbeli Beregszász felől látták el árammal. A szatmár-beregi térség villamos hálózata végül csak 1954-ben csatlakozott az országos hálózatba Nyírbátoron keresztül. A magyarországi faluvillamosítás pedig 1963-ban fejeződött be a Mátészalkától mintegy 25 kilométerre fekvő Aporliget villamosításával. A Magyar Posta a mátészalkai kezdetek 75. évfordulója és a faluvillamosítás befejezése alkalmából 1963-ban emlékbélyeget bocsátott ki „Mátészalka 1888 — Aporliget 1963” felirattal.

### Kereskedelem és hitelélet Mátészalkán a polgári korszakban
A múlt század második felében a mátészalkai vásárok forgalma megnövekedett. A polgári gazdaság fejlődésével a korábbi napokig tartó vásározások korszaka lezárult, a gazdáknak már nem volt fölös ideje az effajta társasági életre. A polgári jellegű földtulajdon vált a társadalmilag legfontosabb értékké, a parasztok energiáikat a földszerzés érdekében mozgósították. 
A kereskedelem is fejlődött, de párhuzamosan a zsidó bevándorlók számának gyarapodásával egyre inkább az ő kezükbe került, tekintettel arra is, hogy kezdetben nem volt joguk földet birtokolni, viszont bérbe vehették a a földesúri regáléjogokat, a mészárszékek, kocsmák és boltok nyitásának jogát. A századforduló idejére már körülbelül ezer fős zsidóságból azonban csak 5–6 család gazdagodott meg, a többiek nagyrészt a magyar szegények színvonalán éltek és leggyakrabban szatócskodással foglalkoztak.
A tőkés fejlődés előrehaladtával, a kereskedelem és a kisebb ipari üzemek hiteligényeit kielégítendő, már 1872-ben megalakult a Mátészalkai Takarékpénztár Részvénytársaság. Hamarosan több versenytársa is akadt, a második világháborúig összesen öt kisebb pénzintézet is létrejött a településen a lassan modernizálódó gazdaság hitelszükségleteinek kielégítésére.

### Közlekedés
Mátészalka a rendi korszakban csak harmadrendű kereskedelmi, közlekedési „központnak” számított. Egyetlen előnye az volt, hogy a Nyírség peremén, a vízjárta tereket elkerülve, járható útja volt Nyírbátorba, és azon keresztül Nagykálló, Nyíregyháza, Debrecen felé is. A megyeszékhely, Nagykároly felé azonban már bizonytalanabb volt a szekerezés az őszi esős időszakban.
Nagy előrelépést jelentett a település számára, amikor 1887-ben Nyíregyháza felől elérte a vasút. Ez megerősítette Mátészalka regionális centrum jellegét. 1905-ben megépült a csapi, valamint a nagykárolyi vonal is, az immár lecsapolt Ecsedi-láp egykori területén és Nagyecseden át. 1909-ben adták át a Mátészalka-Szatmárnémeti vonalat.
A háborús csatavesztés és a trianoni nemzeti katasztrófa a település fejlődésére paradox módon kedvező hatással volt. A környező, kereskedelmi, közlekedési szempontból vetélytársnak számító települések nagy része, így Munkács, Beregszász, Szatmárnémeti, Nagykároly, mind a határon túlra kerültek. Mátészalka az „ideiglenes” Szatmár, Ugocsa és Bereg k.e.e. vármegye székhelye lett, sok erdélyi menekült települt le, látványos fejlődés kezdődött el. Tíz év alatt a lakosság 40%-kal, a lakásállomány 86%-kal nőtt.
1925-ben épült meg a Mátészalka-Fehérgyarmat vasútvonal. Ezzel lett a település a térség közlekedési csomópontja is.

### Első világháború
Az első világháború Mátészalkát is súlyosan érintette. Mintegy 200 helyi lakos vesztette életét a frontokon, míg családjuk otthon, a férfi munkaerő hiánya miatt is, nyomorgott. 1916 nyarán már komoly élelmezési gondok kezdődtek. Bevezették a jegyrendszert, de így sem sikerült biztosítani a lakosság számára s szükséges élelmiszert. Az élelmiszerhiány fokozta a korrupciót, nepotizmust, basáskodást. A rossz társadalmi közérzet szétzilálta a még meglévő hagyományokat, a közösségi szemlélet helyébe a közöny lépett.

#### Tanácsköztársaság
1918 őszén, a háborús vereség nyomán Mátészalkán is éreztette magát a társadalmi erjedés. Deák Sándor egyházi tanító egy iskolaszéki ülésen a presbitérium tagjainak forradalmi átalakulásról, egy új világ kezdetéről, az iskolák küszöbön álló államosításáról beszélt. A forradalmi szervezkedés egyik gócpontja a szeszgyári munkások körében volt, a másik a fiatal értelmiségiek egy csoportja volt, akik magánlakásokon tartottak gyűléseket és a környező községekkel is kapcsolatot alakítottak ki. 1919. február 6-án tüntetést is tartottak a főszolgabírói hivatal előtt, leszerelték a címert és követelték a főszolgabíró távozását. A március 21-i budapesti hatalomátvétel hírére aztán a rákövetkező napon el is távolították hivatalából Jeszenszky Béla főszolgabírót. Megalakult a járási direktórium is a forradalmi munkások és értelmiségiek képviselőiből. Megkezdték a földosztás előkészítését, megnyitották az állami és a gazdag földbirtokosok tulajdonában lévő raktárakat és élelmiszert osztottak a népnek.
Április 16-án azonban a román hadsereg az antant tevékeny támogatásával benyomult az országba és hamarosan elfoglalta Mátészalkát is. A Székely Hadosztály, amely addig részt vett a Tanácsköztársaság honvédő harcaiban, átállt a románok oldalára. Jeszenszky főszolgabíró április 19-én újra elfoglalta posztját, és statáriumot hirdetett. Megkezdődött a fehérterror, Mátészalkán kilenc embert, a közeli Nyírmeggyesen 29 mezőgazdasági cselédet lőttek agyon. Százakat ítélt a román katonai parancsnokság botozásra, köztük nőket is. A Tanácsköztársaság uralma a településen így mindössze egy szűk hónapig tartott.
1919. április 22-től 1920. március 20-ig Mátészalka és környéke román megszállás alatt volt. Bukarest minden eszközt latba vetett, hogy Erdélyhez hasonlóan Szatmár megye teljes egészében Romániához kerüljön. A katonai megszállás mellett román polgári tisztviselőket is betelepítettek közigazgatási feladatokra, románra cserélték a hivatali és cégfeliratokat és hasonlók. Végül azonban kénytelenek voltak elhagyni a települést. Érkeztek viszont az elcsatolt területekről a menekültek számosan, köztük zsidók is.

### Trianon után

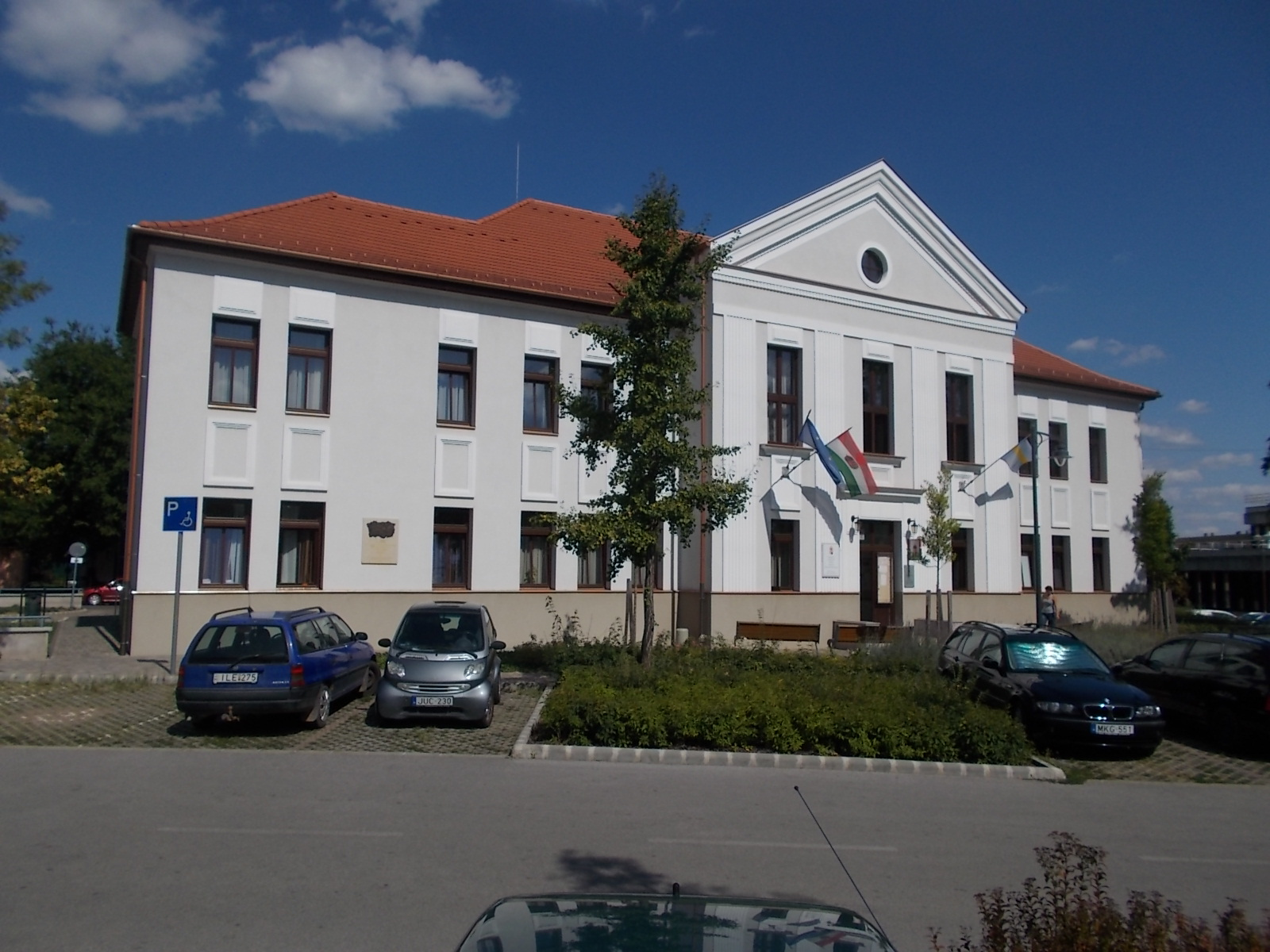
Az 1925-ben épült, ún. régi megyeháza, ma járási hivatal és kormányhivatal

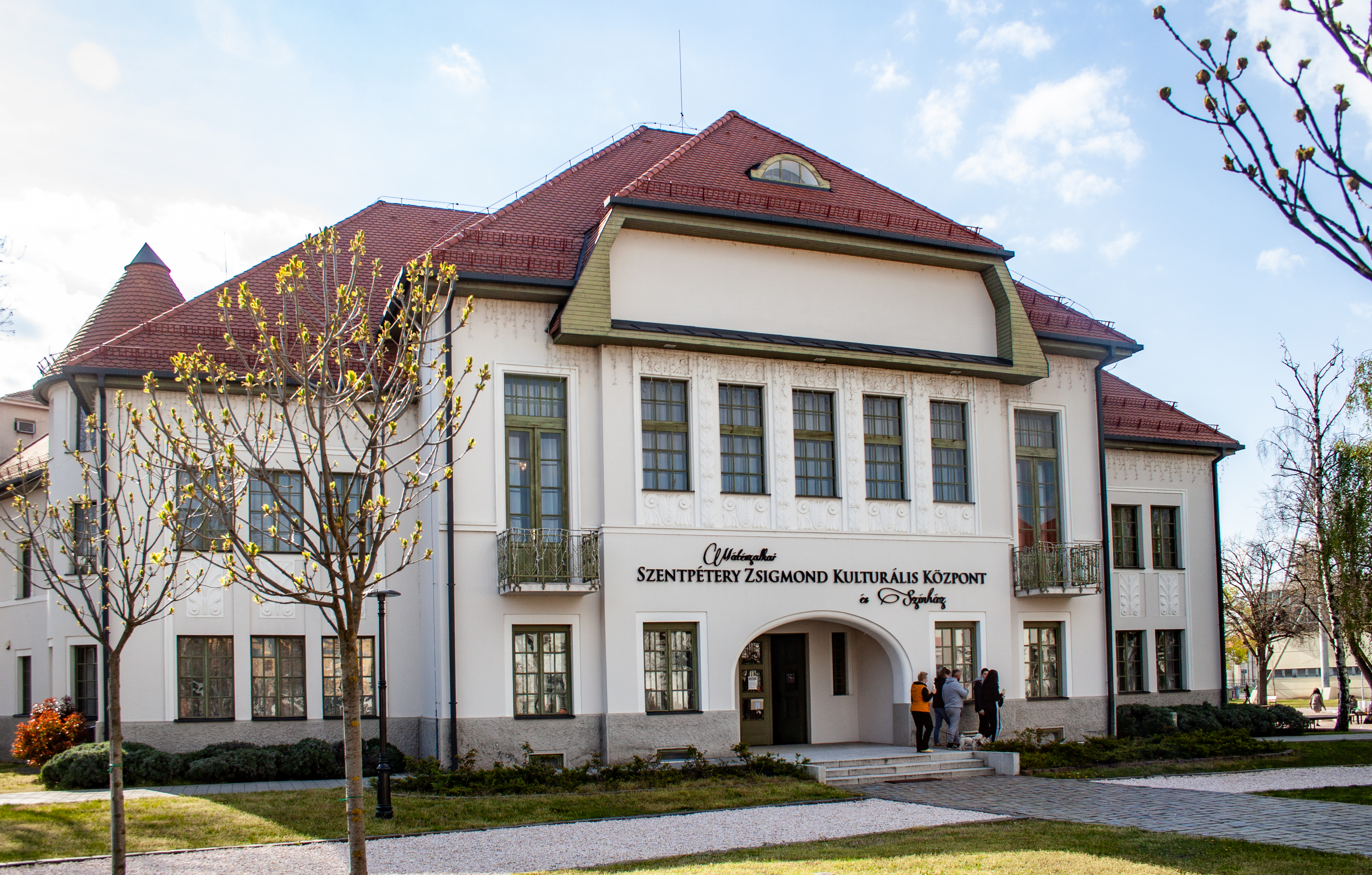
Az 1927-ben épült ún. új megyeháza, ma kulturális központ

Az első világháborús vereség és az ország megcsonkítása után a nagyközségből hirtelen lett megyeszékhelynek be kellett fogadnia a megyei adminisztrációt és mintegy 1500 erdélyi menekültet. Ezek a fejlemények gyökeresen átalakították a helyi társadalmat, közéletet. Nagy számú tisztviselő és értelmiségi költözött a kis új megyeszékhelyre, a kereskedők, iparosok száma is megkétszereződött. A lakosság létszáma egészében is kétszeresére emelkedett, a törzsgyökeres helyi őstermelő lakosság részaránya csökkent. 1923-ban az akkori kisebb földreform keretében a település belterületén 250 házhelyet osztottak ki.
1925-ben épült az úgynevezett régi megyeháza, majd 1927-ben az új megyeháza, amely ma – sok bővítés, átalakítás után – kulturális központ és színház.

### Mátészalka a második világháborúban
A még nem teljes kutatások 150 felettire teszik a második világháborúban katonaként elesett mátészalkai lakosok számát. Közöttük vannak azok is, akiket az 1944. októberi Horthy-féle kiugrási kísérlet kudarca után szökési próbálkozás miatt akasztatott fel a tábori csendőrség a település különböző pontjain.
A mátészalkai zsidóság létszáma az 1940. évi népszámlálás szerint 1555 fő volt. Egy részüket munkaszolgálatra hívták be (ezzel ők legalábbis ideiglenesen elkerülték a biztos halált), mintegy 1200 főt pedig a település központjában kialakított gettóban helyeztek el, ahová a környező településekről további 7–8000 főt szállítottak. Már a gettóban elhunytak mintegy ötvenen, a többieket több transzportban szállították az auschwitzi koncentrációs táborba, ahonnan csak egész kivételes esetben tudott néhány fő visszatérni. A gettó területén 15 szülés is történt, az újszülöttek további sorsáról nincs adat. A tábor egyik felügyelőjét, Cseri József csendőr nyomozót 1948-ban elfogták, és a gyűjtőtáborban neki tulajdonított bűnökért felakasztották.

## A második világháború után

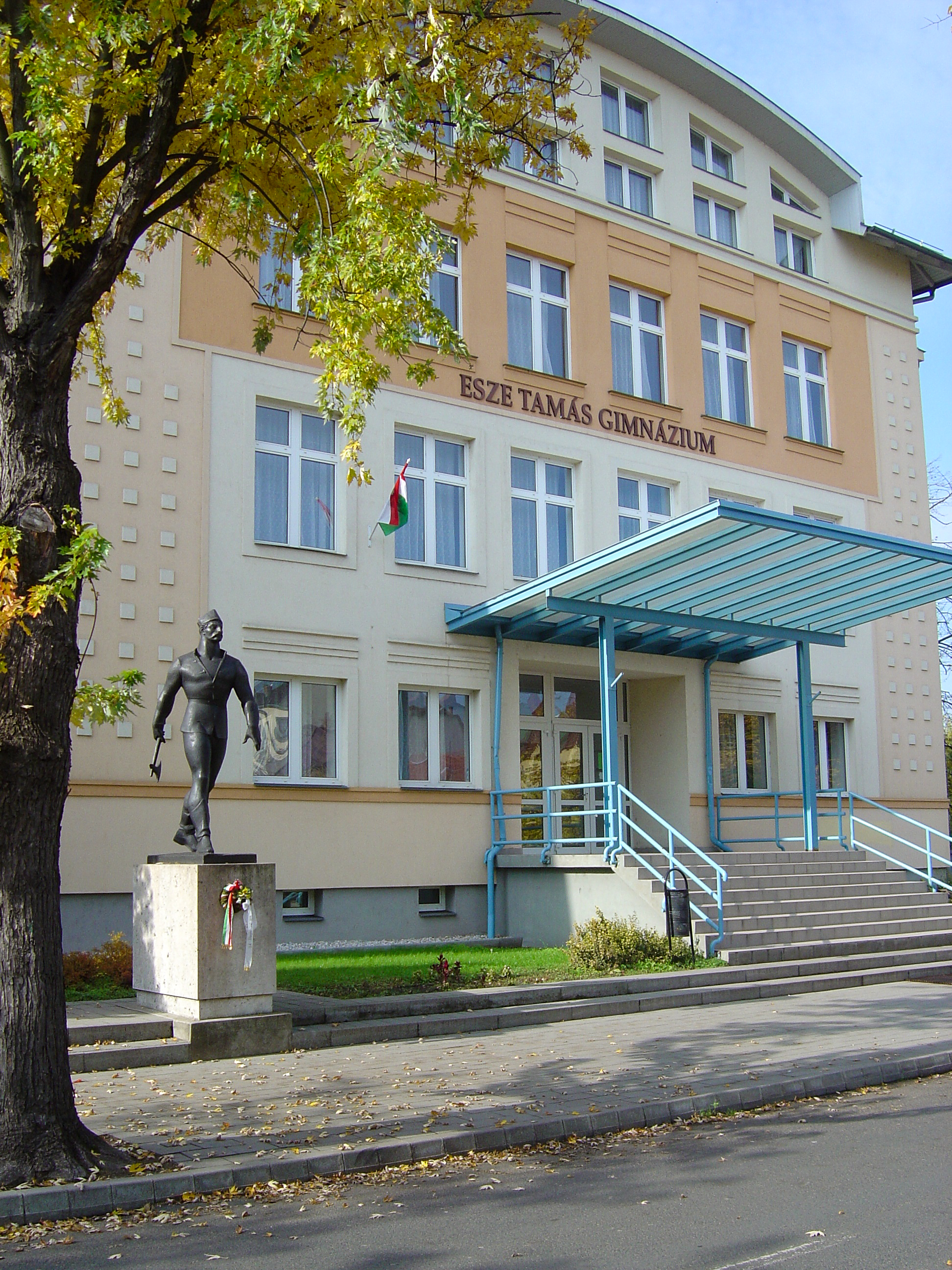
Az Esze Tamás Gimnázium

A kézműipari szerkezet évtizedeken át változatlan maradt; még az 1950-ben számba vett 211 mester is ugyanazokban a szakmákban tevékenykedett, mint elődeik. Ekkor őket kisipari termelő szövetkezetekbe, KTSZ-ekbe kényszerítették, ami azonban csak rontott a termelés addig is csekély hatékonyságán.
Bár Mátészalka nem került bele a második világháború utáni, elsősorban a nehézipar fejlesztésére irányuló szocialista iparosítás főáramlatába, azért jelentős fejlesztésekre, építkezésekre került sor. Az első 3 éves terv keretében a pályaudvaron korszerű fűtőház és mozdonyfordító épült.
A település első, még 19. századi gyártelepén korszerűsítették a Hengermalmot. Az első öt éves terv során tejüzem, kenyérgyár, baromfikeltető, jéggyár és a szikvízüzem is épült. Korszerű gépállomást rendeztek be, jelentős gépparkkal, központi műhellyel. Jelentős beruházás volt az ERDÉRT vállalat nagy kiterjedésű, 1100 munkást foglalkoztató, fafeldolgozó telepe, melyhez külön vasúti iparvágányokot fektettek le.
Az egészségügyi és kulturális, oktatási fejlesztések körében elkészült a járási kórház rendelőintézete, a mentőállomás, majd a 14 tantermes új gimnázium kétemeletes épülete. Ekkoriban kezdődött a mátészalkai termálfürdő története is, ami 2007-ben komplex városi uszodává bővült.
Lakóházaknak egész sora épült, főleg magánerőből, de részben állami hozzájárulással új utcák keletkeztek, egész új lakónegyedek jöttek létre. 1965-ig mintegy 960 új épület létesült.

### Szövetkezetesítés
A parasztság mezőgazdasági termelőszövetkezetekbe tömörítése Mátészalkán a kommunista párt nyomása ellenére lassan indult meg. 1949-ben 15 szegény parasztcsalád részvételével, 128 katasztrális hold területen, mindössze két szarvasmarhával alakult meg a Zalka Máté termelőszövetkezet. A tagok száma 1956-ig 108-ra nőtt, majd a forradalom nyomán 1958-ig 69-re esett vissza.
1951-ben „Szabad Nép” elnevezéssel egy másik tsz is alakult. Ez 1956 őszén kettévált, és egyik része spontán módon, a központi irányítástól függetlenedve működött tovább, és viszonylag jelentős eredményeket tudott felmutatni a tagság javára.
1960-ban aztán Mátészalkára is elérkezett a szövetkezetesítés új hulláma. Az 1959 októberi párthatározat nyomán a meglévő két szövetkezetet összevonták és a parasztság többi részét is az új, Egyesült Erőnek elnevezett tsz-be kényszerítették. 1960 tavaszán a „mezőgazdaság szocialista átszervezése” itt is befejeződött, és a község területének 99,5 %-a az Egyesült Erő tsz és az Állami Gazdaság birtokába került. Mindössze 11 egyénileg dolgozó paraszt maradt Mátészalkán, akik 47 kh. földön gazdálkodtak.
A mátészalkai Állami Gazdaság 1951 októberében alakult meg 500 kh területen. Fő profilja a gyümölcstermesztés volt. 1958-ban a nagyecsedi állami gazdaságot is hozzá csatolták. 1962-ben összes földterülete már 2617 kh volt. Vezető ágazata az almatermesztés lett, az ÁG területének 44%-a volt telepített gyümölcsös. Az alma 70—75%-a exportra került a Szovjetunióba, az NDK-ba, az NSZK-ba, Svájcba. Csehszlovákiába, Finnországba és Svédországba. 1963-ban 468 főt foglalkoztatott, ezzel a település egyik legnagyobb vállalata volt.

#### Kisipari szövetkezetek
Mátészalkán 1938-ban 200 fölé emelkedett a kisiparosok száma. A felszabadulás után 5 évvel, 1950-ben 211 kisiparos dolgozott a kisiparban. A kollektivizálás rájuk is kiterjedt, és 70%-uk három kisipari termelő szövetkezetben (ktsz), a Vegyes KTSz-ben, a Cipész KTSz-ben és a Szolgáltató KTSz-ben helyezkedett el. Egy részük azonban önálló maradt, így 1964-ben különböző szakmákban 69 önálló kisiparos dolgozott Mátészalkán.

### Mátészalka iparosodása a 60-as években

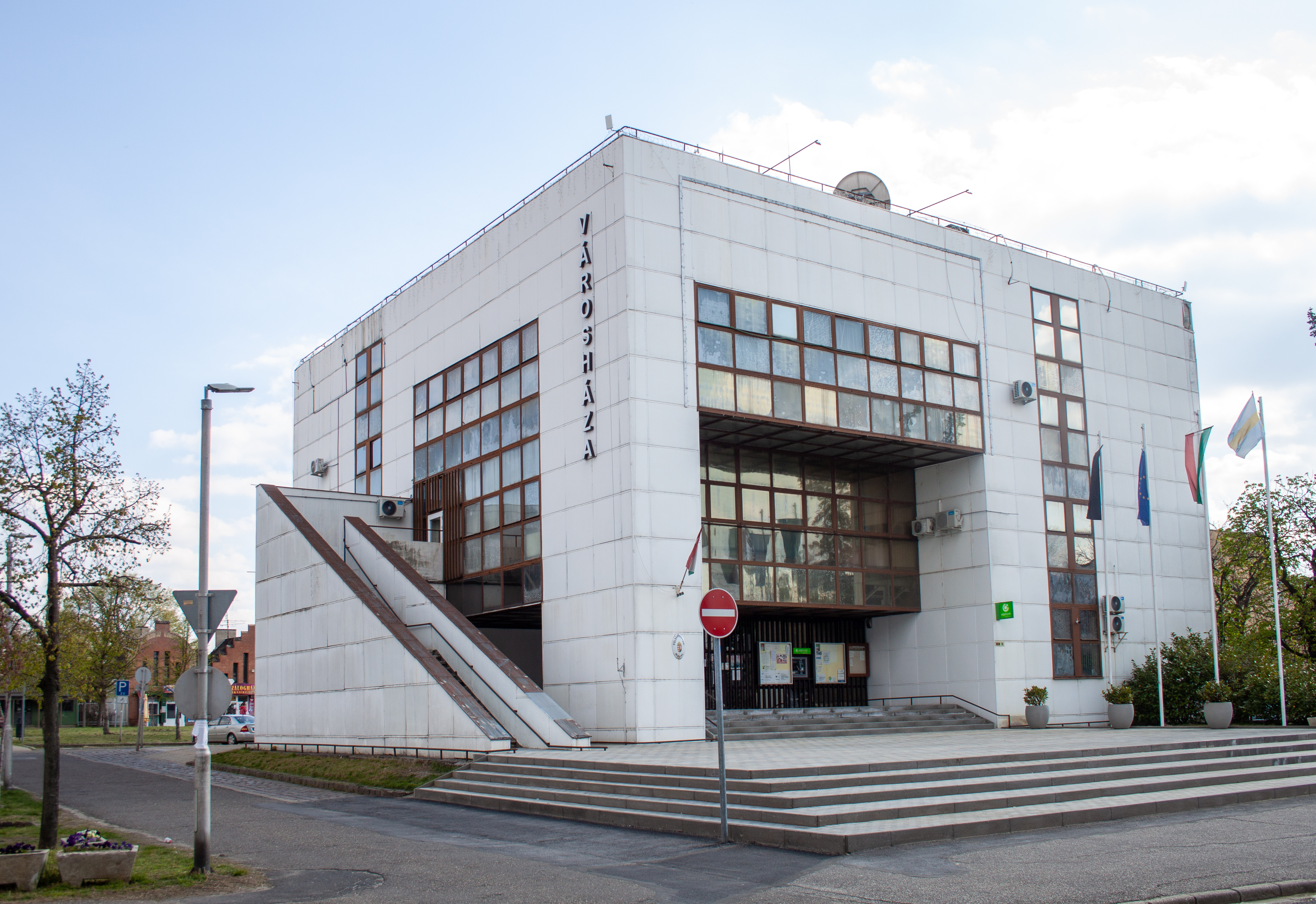
A várossá avatáskor épült városháza

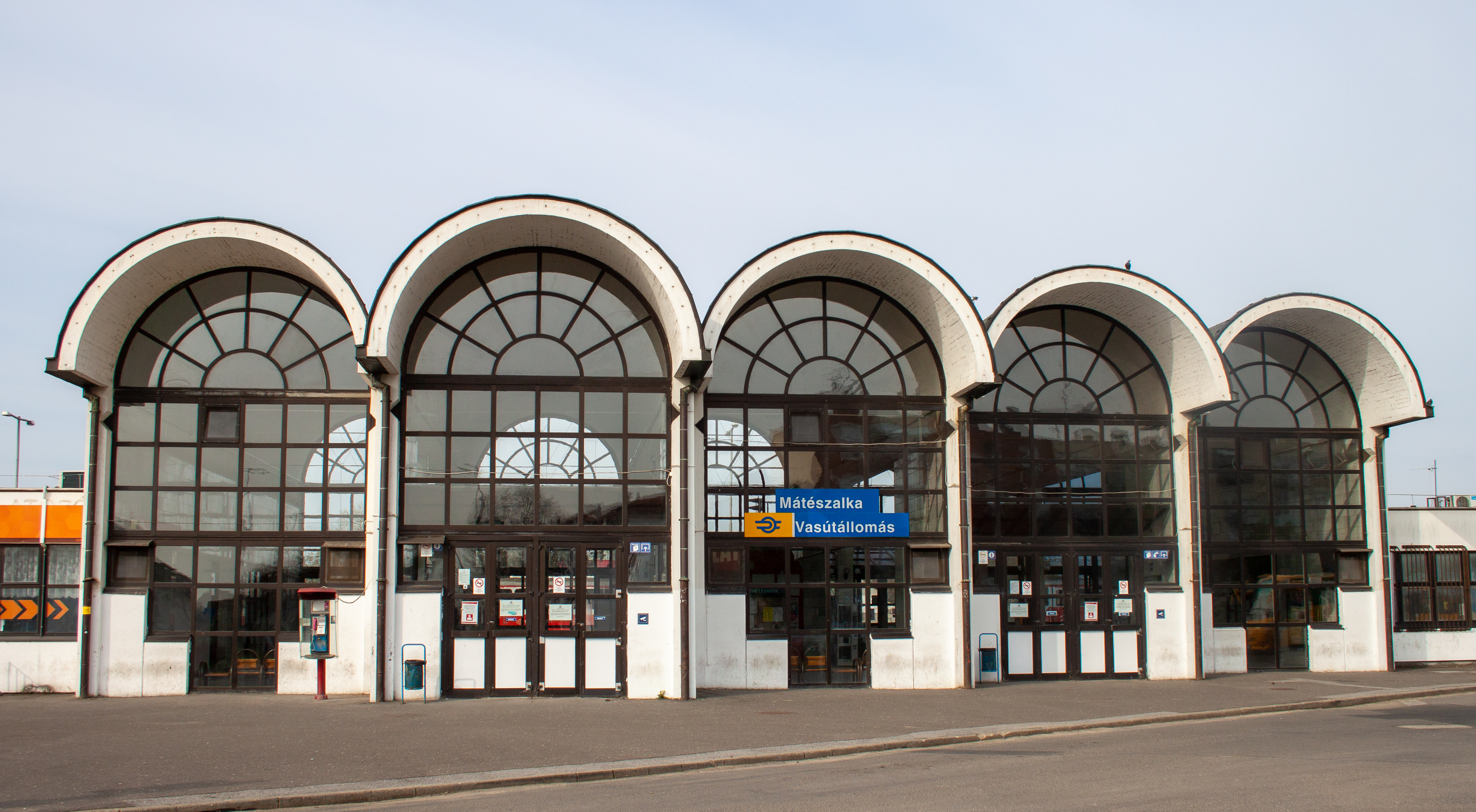
A mátészalkai vasútállomás modern utasforgalmi épülete

Az 1960-as évek elején Szabolcs-Szatmár megye az ország gazdaságilag egyik legelmaradottabb területe volt. Az elmaradottság leginkább az ipar fejletlenségében mutatkozott meg. Ez erősen hátráltatta a városiasodást.
1962-ben a 12 ezer lakosú nagyközség Móricz Zsigmond-hetet rendezett. Ebből az alkalomból Móricz Virág jegyzetet ír Mátészalkáról: „A vasútállomástól indul a gerince, melyre a vásáros múlt bazársort fűzött. Minden kicsi házban bolt, mind beférne egy áruházba és vásárcsarnokba. Az út dísze a vízszintesen függesztett fénycsősor — kitárt karja hordja a középületeket, járási tanácsot, ócska kultúrházat, új gimnáziumot, gyönyörű kórházat-rendelőt. Magához öleli a lakóházak közt szorongó bútor-vaj-kenyérgyárakat, baromfikeltetőt, s nem éri el az 1500 emberrel dolgozó fűrésztelepet, sem a szétfolyó, szakadatlanul szaporodó lakótelepet." 
Az 1960-as években a kormány nagy erőfeszítéseket tett az iparosodás elősegítésére a térségben. A harmadik ötéves terv időszakában, 1966 és 1970 között az ipari dolgozók létszáma 15 000 fővel, a termelés 80%-kal emelkedett, és két település: Mátészalka és Kisvárda is elnyerte a városi rangot.
Az 1960-as évek elején Mátészalkán mindössze néhány helyi jelentőségű kisüzem, kenyérgyár, tejüzem, malom, szeszfőzde, egy kisipari és két kisebb tanácsi üzem működött. Az úgynevezett szocialista, azaz állami és szövetkezeti ipar mindössze mintegy 700—800 főt foglalkoztatott.
Az egyik legnagyobb beruházás ekkoriban hosszabb hagyományokra visszatekintő faipar fejlesztése volt az ERDÉRT vállalat révén. A korábbi magánvállalkozás államosításával létrejött helyi tanácsi üzemet vették át és a Szovjetunióból érkező nagy mennyiségű fenyőfűrészáru osztályozására, tárolására és továbbítására egy országos jelentőségű fatelepet hoztak létre, amelyben fokozatosan teret kapott a fa feldolgozása is, fűrészüzem és ládaüzem létesült, utóbbi nagyrészt a kiemelkedő jelentőségű helyi almatermés csomagolására. Az 1970-es évek elejére ez az üzem egyedül több mint ezer embernek adott munkát Mátészalkáról és környékéről. A tanácsi kis asztalosüzem, központi segítséggel több mint 300 főt foglalkoztató bútorgyárrá alakult.
A gépállomás korábban gépeivel a termelőszövetkezetek számára nyújtott szolgáltatást. Ez a szerepe a téeszek saját gépparkjának, gépjavító üzemének létrejöttével megszűnt. A korábbi gépállomás épületeinek felhasználásával a fővárosban működő Ipari Szerelvénygyár létesített telepet, amely 1970-ben már ugyancsak 300-nál több dolgozót foglalkoztatott.
Az ipar fejlesztése Mátészalkán és a megyében egyaránt tehát súlyos szociális kérdés volt, mert az élő, erősen alulfoglalkoztatott népesség számára rendszeres jövedelmet biztosító munkaalkalmat hozott létre, csökkentette az elvándorlást, a távoli munkahelyekre történő ingázást, aminek Mátészalka országos viszonylatban is az egyik tipikus példája volt az 1970 körüli évi mintegy távolsági ingázóval.
A mátészalkai üzemek, vállalatok és hivatalok dolgozóinak összlétszáma a hatvanas évek második felében mintegy 5500 fő volt. Ebből mátészalkai lakos 3200 fő, vidékről bejáró: 2300 fő. Az állandó munkalehetőségeken kívül időszaki munkák adódnak a Magtisztító Vállalatnál, az Állami Gazdaságnál, a Tejipari Vállalatnál, az Almatárolóban, ahol évenként mintegy 700 főt foglalkoztatnak, helyi jelentkezők híján többnyire környékbelieket.
Az 1960-as években épült Mátészalka korszerű új gyára, Magyar Optikai Művek helyi részlege. Első lépésként a vállalat budapesti törzsgyárából a vízóragyártást helyezte át, ezzel mintegy 500—600 dolgozó részére biztosítottak munkalehetőséget 1971-től. A MOM mátészalkai üzemének elhelyezésére, valamint további ipari vállalatok későbbi szükségleteinek kielégítésére 1969-től az akkor már városi rangot kapott településen nagyobb iparterület előközművesítését, mai kifejezéssel ipari park létrehozását kezdték meg, ami aztán 1972-től több új vállalat számára is helyet adott.
Az iparfejlesztés szükségletei kívánták meg az új szálloda létesítését a város központjában, és kisebb lakótelepek létrehozásával fellendült a lakásépítés is. 1978-ban kezdték építeni az új vasútállomást, ahol akkor naponta 15 ezer ember fordult meg.

### Várossá nyilvánítása
A Központi Statisztikai Hivatal a 60-as évek derekán elvégzett vizsgálatában 17 centrum jellegű községet mutatott ki az országban, amelyek regionális központi fekvésükkel és népességszámukkal kiemelkedtek a környező települések sorából. Ennek alapján Mátészalka vonzáskörének nagysága, gazdasági, kereskedelmi, ipari, szociális és kulturális fejlettségének színvonala meghaladta néhány már városi rangú települését is. Mátészalka ellátó körzetének népessége csaknem tízszer annyi volt, mint saját lakossága. A település intézményei, létesítményei által vonzott községek száma 57, s e községek népessége 112 500 fő volt. Ennek nyomán került sor 1969-ben a település várossá nyilvánítására.

### Mátészalka gazdasága a rendszerváltás után

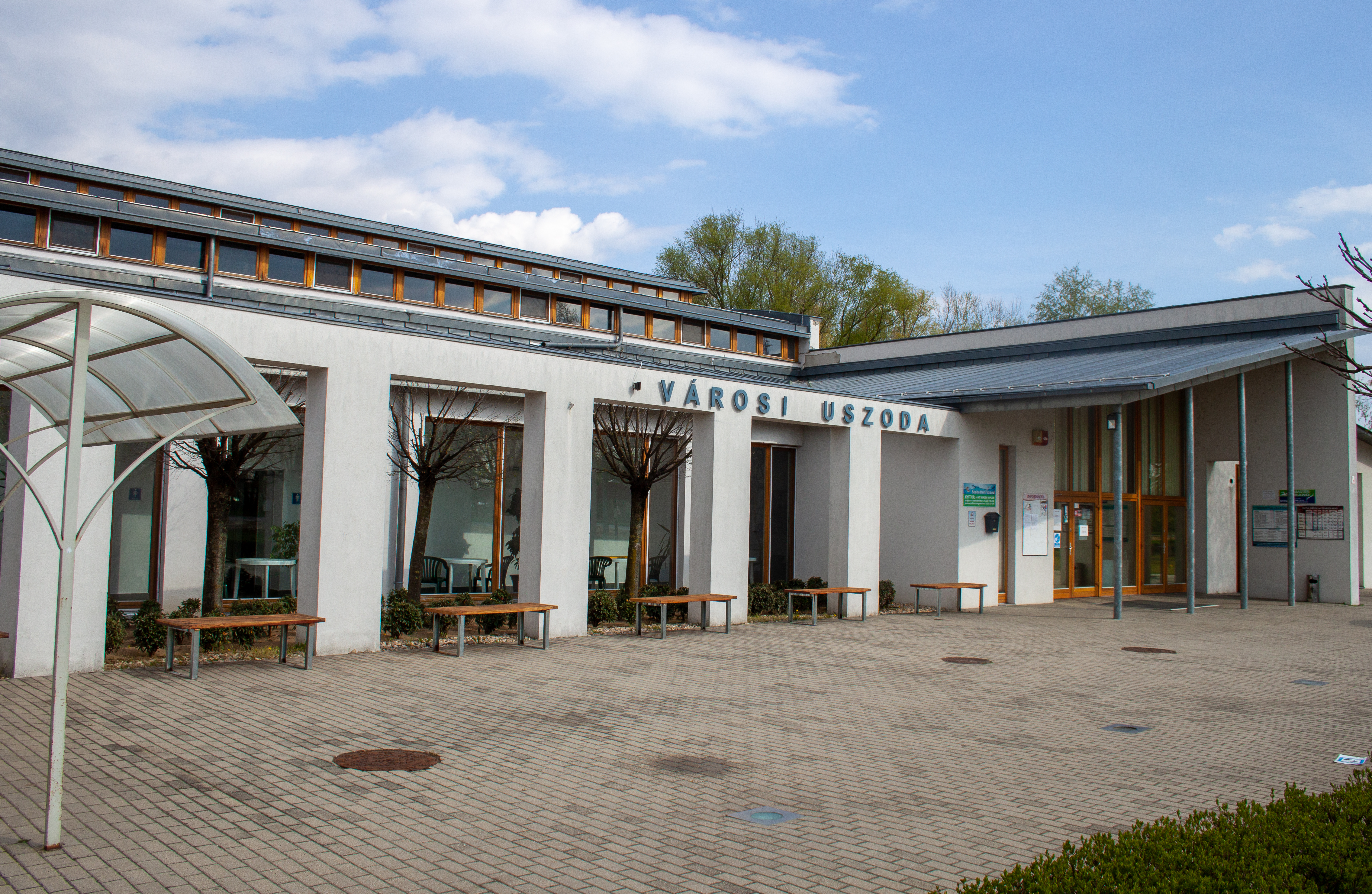
A termálfürdő és uszoda új épülete

A település a rendszerváltás után az ország egészéhez hasonlóan hatalmas változásokon ment keresztül. A tanácsrendszert a városi önkormányzat váltotta fel, a mezőgazdasági termelőszövetkezetek felbomlottak. A szovjet-magyar kereskedelem radikális visszaesésével, majd a Szovjetunió felbomlásával gyakorlatilag megszűnt a keletre irányuló alma- és zöldségexport, illetve a faimport, ami addig az ERDÉRT vállalat létalapját jelentette.
A hetvenes évek elején a MOM révén Mátészalkára telepített optikai műszergyártás túlélte a változásokat, sőt több ágon fejlődött tovább. Az anyavállalat keretében maradt a MOM Vízméréstechnikai Zrt., ami 2011-2013 között 110 millió forint EU támogatással komplex beruházást hajtott végre. Az üzem más részeit külföldi befektetők vették át, mint Carl Zeiss Sport Optikai Hungaria Gyártó és Kereskedelmi Kft, ami 2011-2012 között 182 millió forint EU támogatással gépbeszerző beruházást hajtott végre. A szemüveglencsék gyártását több tulajdonosváltás után a japán Hoya cég vette át. A Hoya Szemüveglencse Gyártó Magyarország Zrt 2017-től saját erőből, mintegy 200 millió forintból fejlesztette telephelyét, amivel a gyár több mint ezer dolgozójának is jobb munkafeltételeket kívántak teremteni.
Sikeresen fejlődött a mátészalkai tejipar; a tejüzemet a mátészalkai születésű Torgyán József akkori mezőgazdasági miniszter hollandiai tárgyalásai nyomán a holland FrieslandCampina vette át és fejlesztette tovább. A FrieslandCampina Hungária Zrt. Mátészalkai üzem gyártja a Pötttyös Túró Rudi néven ismert népszerű tejterméket.
A rendszerváltás előtti szerény kezdetekből jelentős fejlődésen ment át a Mátészalkai Szerelvénygyártó Kft. ami csak 2018 és 2020 között mintegy 370 millió forintos fejlesztést hajtott végre.

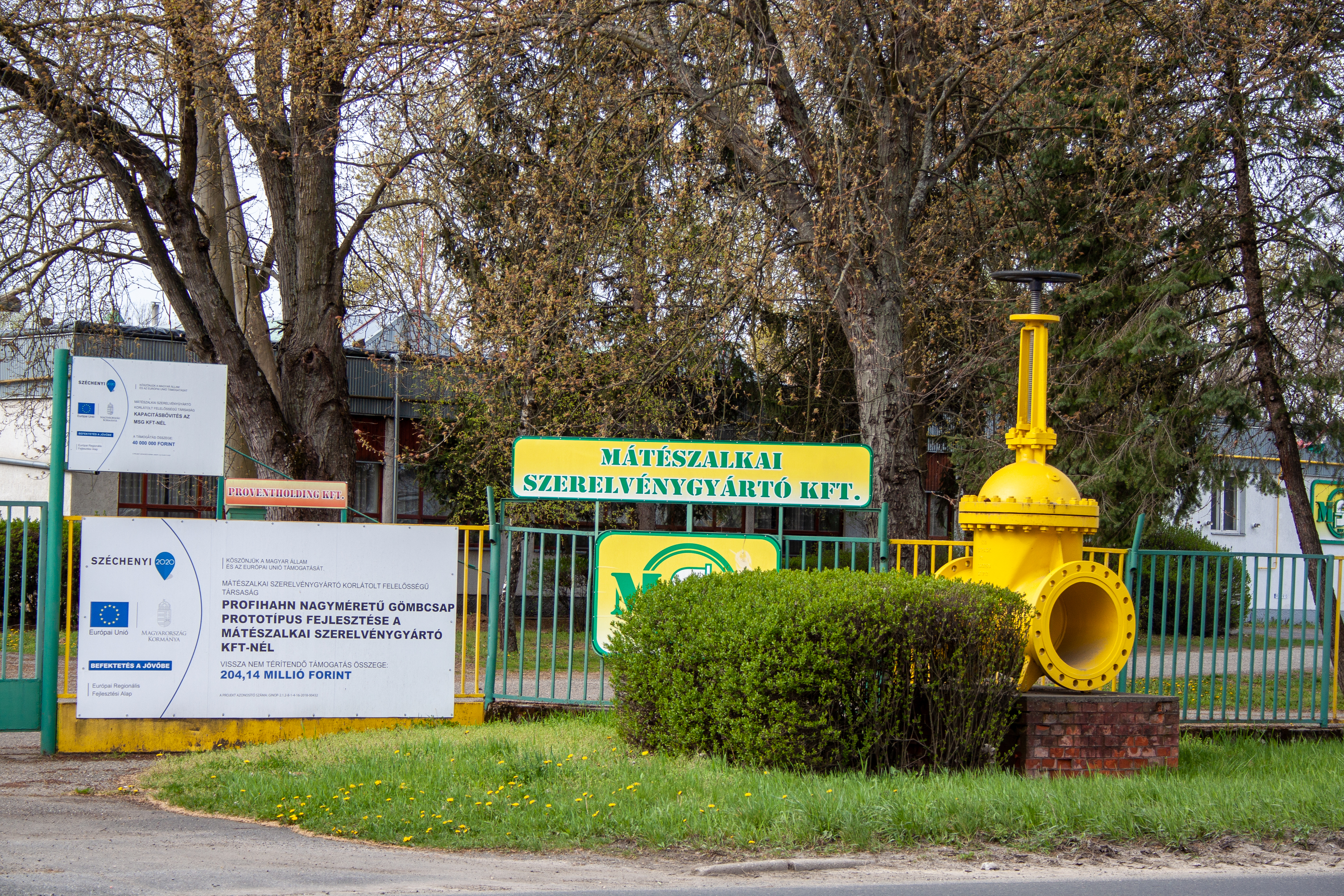
A Mátészalkai Szerelvénygyártó Kft bejárata
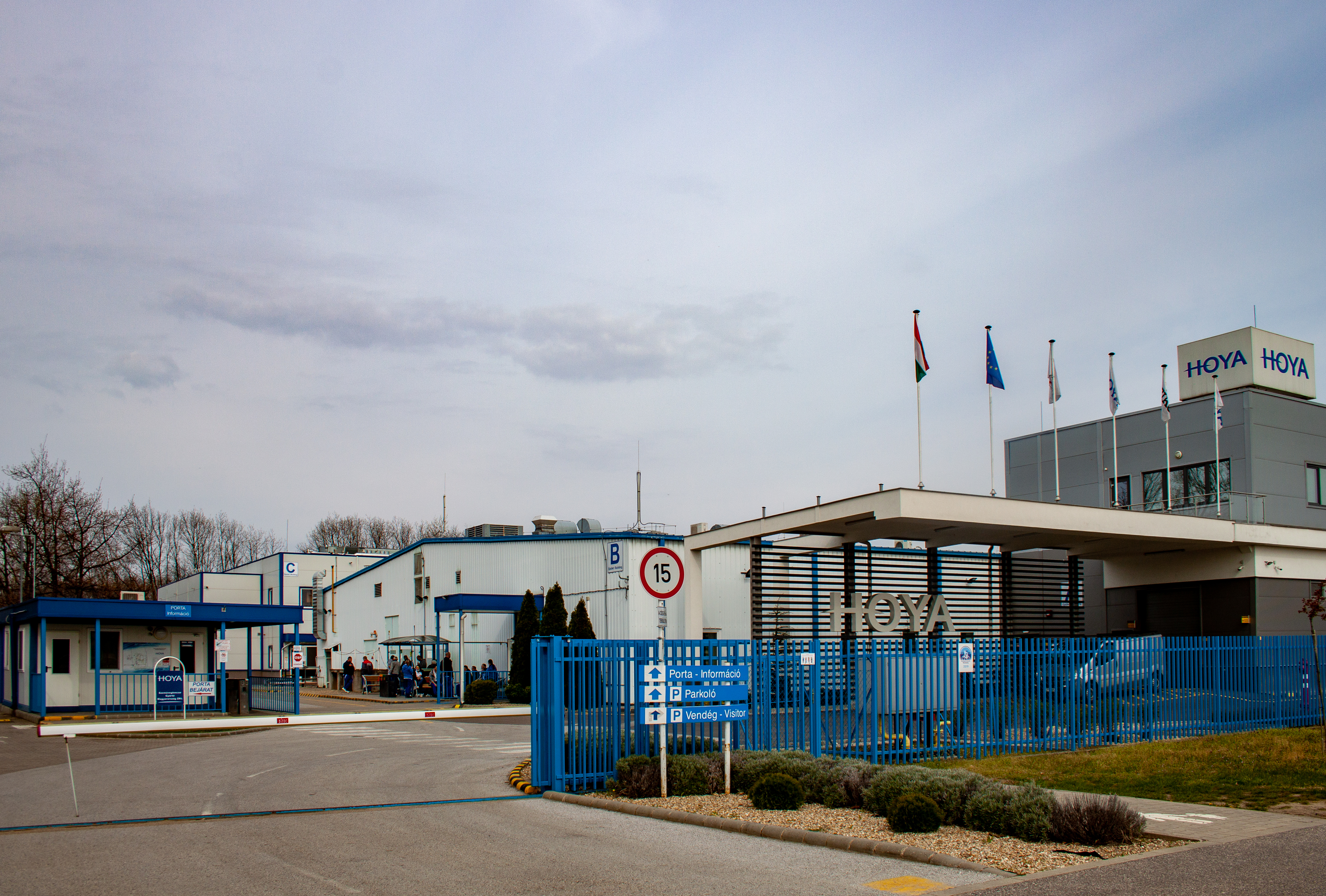
A Hoya mátészalkai üzeme
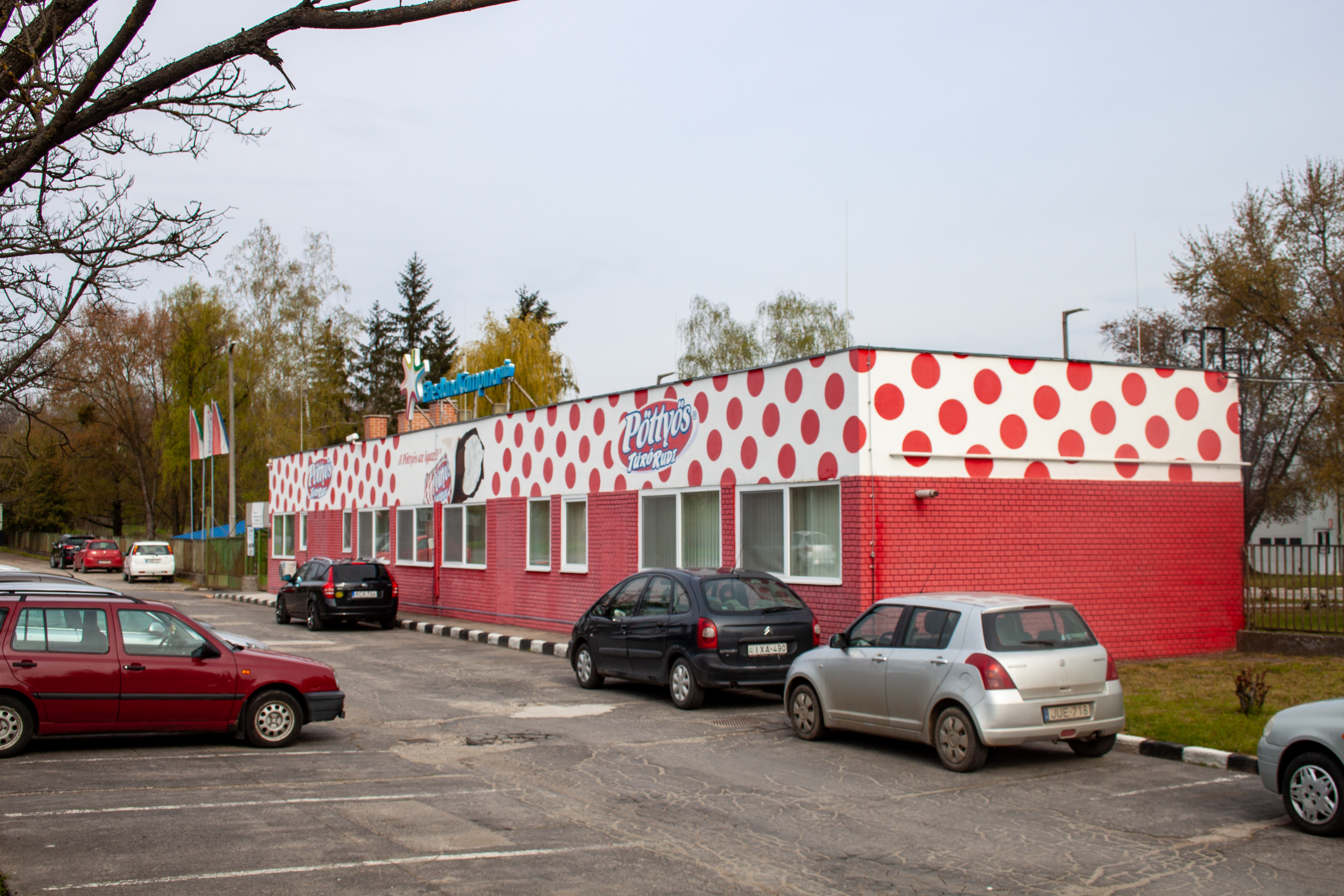
A Pöttyös Túró Rudi hazája

## Mátészalka sajtója
Mátészalkán az első nyomtatott sajtótermékek a 19. és a 20. század fordulóján jelentek meg, egyéni kezdeményezésre, néhány száz példányban. Kiadóik, szerkesztőik közszereplésre vágyó papok, jegyzők, helyi, gyakran zsidó származású értelmiségiek voltak. A lapok előállításában nagy szerepet játszott Weisz Zsigmond, majd Weisz Antal nyomdatulajdonos, aki a periodikákon kívül sok más könyv, kulturális kiadvány megjelentetésével, finanszírozásával hosszú időn át nagy szerepet játszott a település művelődésében. Utóbbi nyomdájában volt tanuló Kis Ferenc, a későbbi József Attila-díjas költő. Az első mátészalkai lapok szerzői között szerepelt a Weisz családdal rokon Szomory Dezső és Emil, dr. Fuchs Jenő, az eszperantó mozgalom megyei aktivistája, Zalka Máté, aki még Frankl Béla néven közölt verseket 1915-ben. Ezek a sajtótermékek politikával alig foglalkoztak, az utóbbi téma csak Trianon után vált általánossá. Addig az antiszemitizmus is ismeretlen volt Mátészalka közéletében.
1920 után az újonnan Szatmár, Ugocsa és Bereg k.e.e. vármegye székhelyévé vált Mátészalkán a keresztény nemzeti kurzus képviseletében, a megyei hivatalnoki apparátus irányításával megjelent a Szatmár és Bereg című politikai, társadalmi és közgazdasági hetilap. A politikailag, ideológiailag elkötelezett írások mellett azonban megjelentek benne irodalmi értékű, társadalomkritikus publikációk is.
Az 1945 utáni sajtókezdeményeket a papírhiány, majd pártpolitika elsorvasztotta. A pártállam helyi hivatalos szócsöve a Szabolcs-Szatmár-Bereg megyében, így Mátészalkán is a Kelet-Magyarország lett. A rendszerváltás után ez lap külföldi tulajdonosok kezébe került és egy sor változáson ment át. 2018-ban aztán a kormánypárt által létrehozott Közép-Európai Sajtó és Média Alapítvány (KESMA) része lett, és mint ilyen a „fideszes médiabirodalom” egyik eleme. Nagyrészt központi előállítású anyagokat közöl.